# Lupinus johannis-howellii
Lupinus johannis-howellii är en ärtväxtart som beskrevs av Charles Piper Smith. Lupinus johannis-howellii ingår i släktet lupiner, och familjen ärtväxter. Inga underarter finns listade i Catalogue of Life.